# Arytrura limbalis
Arytrura limbalis là một loài bướm đêm trong họ Noctuidae.